# Cixius lotti
Cixius lotti är en insektsart som beskrevs av Costa 1834. Cixius lotti ingår i släktet Cixius och familjen kilstritar.
Artens utbredningsområde är Italien. Inga underarter finns listade i Catalogue of Life.